# Чёрно-белый орёл
Чёрно-белый орёл (лат. Spizaetus melanoleucus) — вид хищных птиц семейства ястребиных (Accipitridae). Подвидов не выделяют. Распространены от Мексики до Аргентины.

## Описание

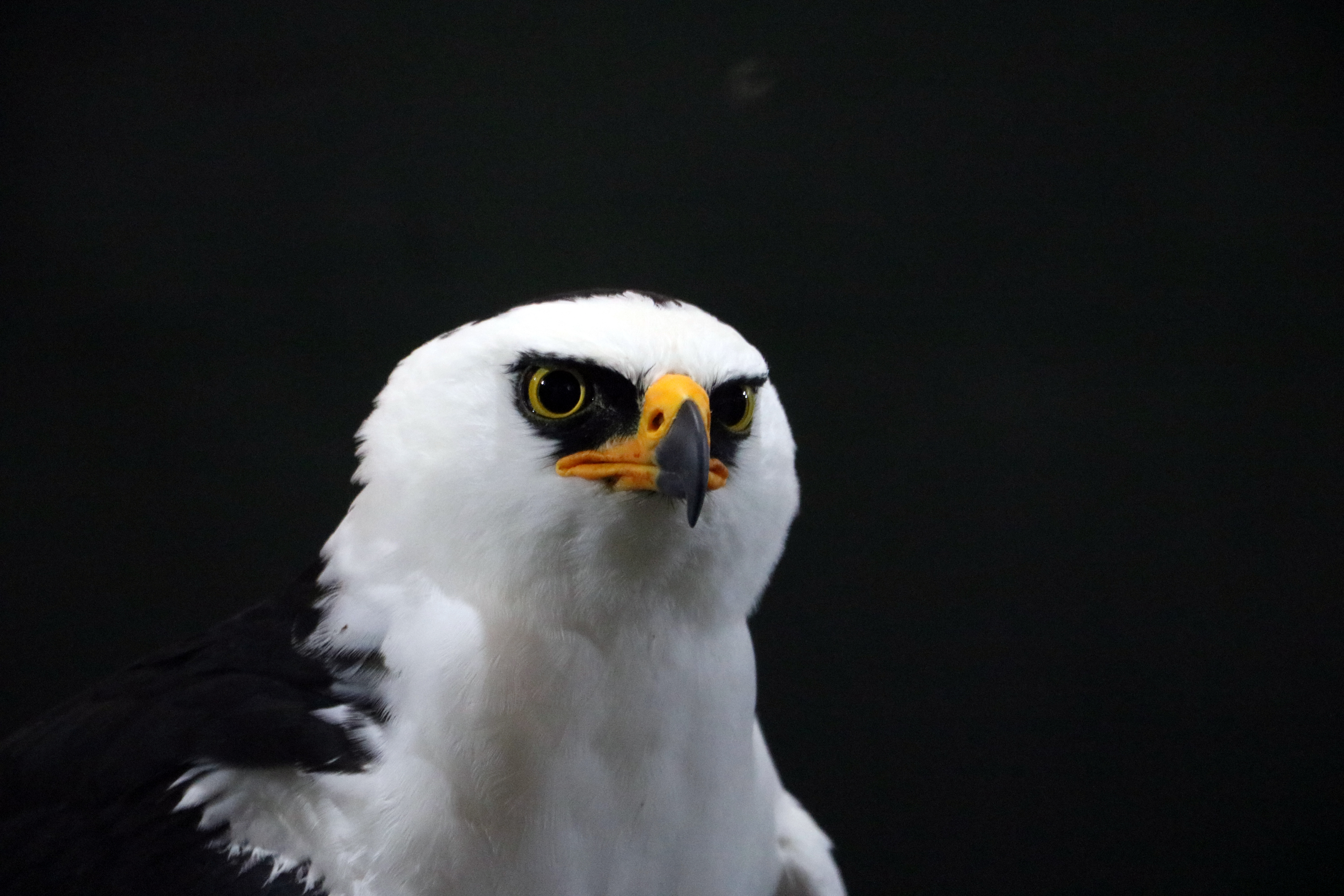

Длина тела варьирует от 51 до 61 см, а размах крыльев — от 110 до 135 см; масса тела составляет 750—780 г. Половой диморфизм в окраске оперения не выражен, самки немного крупнее самцов. Голова, шея и тело белого цвета; небольшой гребень на макушке головы чёрного цвета. Область вокруг глаз чёрная, особенно ближе к клюву. Крылья чёрные, хвост коричневатый с серовато-чёрными полосами и белым кончиком. Клюв чёрный с жёлтой восковицей. Радужная оболочка оранжевая; ноги от светло-жёлтого до ярко-жёлтого цвета с чёрными когтями.

## Биология

### Питание
Чёрно-белый орёл является плотоядным видом, в состав рациона входят млекопитающие, жабы, чешуйчатые и самые разнообразные виды птиц. Среди последних предпочтение отдается представителям таких таксонов как оропендолы (Psarocolius), арасари (Pteroglossus), танагровые и котинговые. Но наземные и водоплавающие птицы, такие как тинаму, чачалаки, баклановые и находящийся под угрозой исчезновения бразильский крохаль (Mergus octosetaceus), также были зарегистрированы в качестве его добычи.

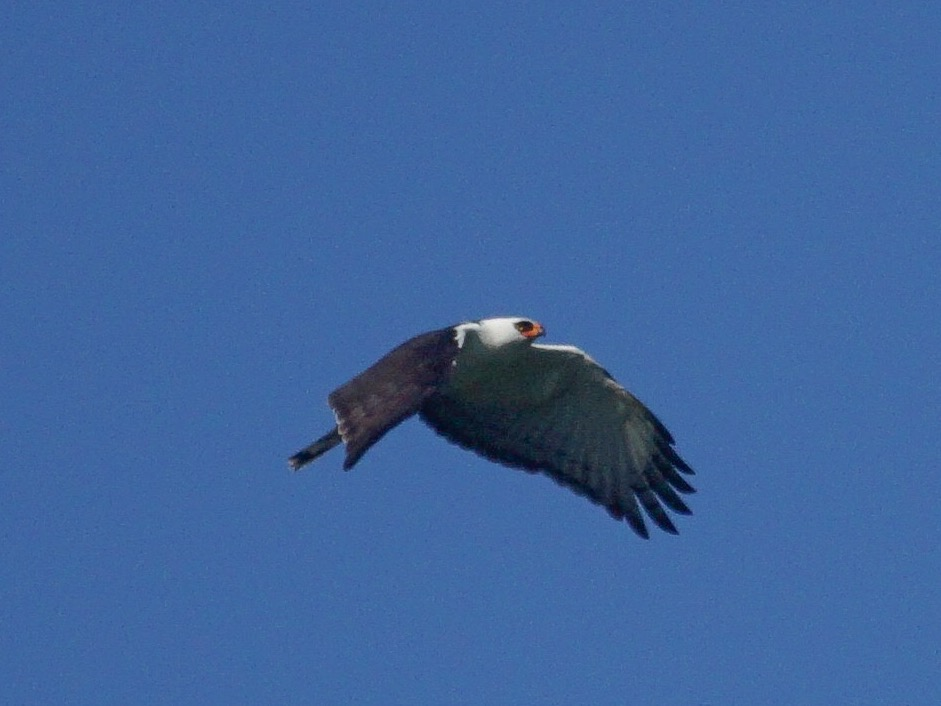

Предпочтительной техникой охоты является парение высоко над лесом и пикирование на добычу прямо в полог леса. Редко преследует добычу в полёте. Предпочитает охотиться вдоль хребтов и опушек лесов, где он может попасть в полог леса с наклонного направления, а не только непосредственно сверху, а также в подобных биотопах более доступна наземная добыча.

### Размножение
Размножение чёрно-белого орла практически не изучено. В Центральной Америке сезон гнездования, по-видимому, длится с марта по июнь. Сезон размножения в Гайане приходится на сухой сезон (март — апрель). На юго-востоке Бразилии насиживание яиц наблюдалось также в течение сухого сезона, а птенцы появлялись уже в начале сезона дождей. Описание гнезда представлено лишь в одной научной работе. Гнездо располагалось на высоте 35 м от земли в верхней развилке ветвей высокого дерева (Cariniana legalis). Внешние размеры гнезда, сооружённого из веток: длина 102 см, ширина 85,5 см и высота 60 см. Внутренний лоток длиной 62 см, шириной 50 см и глубиной 5 см был выстлан сухими и свежими листьями, перьями и остатками добычи.

## Распространение и места обитания
Чёрно-белый орёл распространён на юге Мексики от Оахаки до Веракруса и далее на юг по всей Центральной Америке, за исключением большей части Сальвадора и тихоокеанского побережья Никарагуа. В Южной Америке встречается на тихоокеанской стороне Анд к югу от Эквадора. Основная часть его ареала простирается вдоль Карибского побережья от северной Колумбии и Венесуэлы до Гайаны и на юг через восточную Бразилию, Парагвай и Уругвай до северо-восточной Аргентины, а оттуда снова на запад до Бени и Санта-Крус в северо-западной Боливии. Популяция чёрно-белого орла также обнаружена в регионе Лорето на северо-востоке Перу.
Естественной средой обитания являются низинные и горные тропические и субтропические леса, хотя менее предпочтительными являются очень густые и влажные леса, а также саванны. Встречается на высоте до 1700 м над уровнем моря.